# Saint-Martin-du-Var
Saint-Martin-du-Var là một xã ở tỉnh Alpes-Maritimes, vùng Provence-Alpes-Côte d'Azur ở đông nam nước Pháp.